# Memorial (Moonspell)
Memorial is het zevende album van de Portugese gothic metal-band Moonspell. Het album is uitgebracht op 25 april 2006.

## Tracklist
| Nr. | Titel                 | Duur |
| --- | --------------------- | ---- |
| 1.  | In Memoriam           | 1:25 |
| 2.  | Finisterra            | 4:08 |
| 3.  | Memento Mori          | 4:27 |
| 4.  | Sons of Earth         | 1:51 |
| 5.  | Blood Tells           | 4:08 |
| 6.  | Upon the Blood of Men | 4:55 |
| 7.  | At the Image of Pain  | 4:21 |
| 8.  | Sanguine              | 5:50 |
| 9.  | Proliferation         | 2:39 |
| 10. | Once It Was Ours!     | 4:53 |
| 11. | Mare Nostrum          | 1:56 |
| 12. | Luna                  | 4:43 |
| 13. | Best Forgotten        | 6:47 |